# Grace Fetherstonhaugh
Grace Fetherstonhaugh (* 13. Oktober 2000 in New Westminster) ist eine kanadische Leichtathletin, die sich auf den Hindernislauf spezialisiert hat.

## Sportliche Laufbahn
Erste internationale Erfahrungen sammelte Grace Fetherstonhaugh im Jahr 2018, als sie bei den U20-Weltmeisterschaften in Tampere in 10:02,28 min den elften Platz über 3000 m Hindernis belegte. Anschließend begann sie ein Studium an der Oregon State University und im Jahr darauf gewann sie bei den U20-Panamerikameisterschaften in San José in 10:32,13 min die Silbermedaille. 2022 startete sie bei den Weltmeisterschaften in Eugene und schied dort mit 9:49,85 min im Vorlauf aus und anschließend belegte sie bei den NACAC-Meisterschaften in Freeport in 9:59,65 min den vierten Platz.

## Persönliche Bestzeiten
- 2000 m Hindernis: 6:41,46 min, 13. August 2017 in Brandon
- 3000 m Hindernis: 9:37,56 min, 11. Juni 2022 in Eugene